# Myrcia sucrei
Myrcia sucrei é uma espécie de planta do gênero Myrcia e da família Myrtaceae.
Conhecida popularmente como araçá-coelho devido ao aspecto dos distintos catáfilos densamente pilosos, ocorre no estrato inferior de matas de tabuleiro.

## Taxonomia
A espécie foi descrita em 2016 por Christine Elizabeth Wilson e Eve Lucas.
O seguinte sinônimo já foi catalogado:  
- Marlierea sucrei  G.M.Barroso & Peixoto

## Forma de vida
É uma espécie terrícola e arbórea.

## Descrição
Arvoreta de altura que apresenta ritidoma liso, esfoliando em lâminas avermelhadas. O ápice das folhas é abruptamente acuminado e o limbo de glabro a tomentoso.
| Caule                                     | Caule                        |
| ----------------------------------------- | ---------------------------- |
| crescimento                               | monopodial                   |
| tricoma tipo                              | ausente                      |
| Folha                                     |                              |
| adaxial nervura-central                   | completamente proeminente    |
| folha formato                             | oblonga                      |
| indumento abaxial da folha                | tomentoso                    |
| Inflorescência                            |                              |
| formato do râmulo da inflorescência       | comprimida                   |
| bractéola subtendida da flor              | caduca/arredondada           |
| inflorescências por broto axilar do caule | 3/4/mais de 4                |
| posição da inflorescência                 | terminal                     |
| formato                                   | espiciforme/piramidal oposta |
| Flor                                      |                              |
| teca da antera                            | igual                        |
| formato do hipanto                        | obcônico                     |
| hipanto indumento                         | tomentoso                    |
| fusão sépala                              | completamente fundido        |
| número de lóculos                         | 2                            |
| abertura do cálice                        | rasgando                     |
| Fruto                                     |                              |
| cálice lobo em fruto                      | marcescente                  |
| formato do fruto                          | globoso                      |

## Conservação
A espécie faz parte da Lista Vermelha das espécies ameaçadas do estado do Espírito Santo, no sudeste do Brasil. A lista foi publicada em 13 de junho de 2005 por intermédio do decreto estadual nº 1.499-R.

## Distribuição
A espécie é encontrada nos estados brasileiros de Bahia e Espírito Santo.
Em termos ecológicos, é encontrada no domínio fitogeográfico de Mata Atlântica, em regiões com vegetação de .